# هربرت بيرنس
هربرت بيرنس (بالألمانية: Herbert Behrens) (و. 1954 – م) هو سياسي، من ألمانيا، ولد في استرهولز شارمبرك، هو عضوٌ في الحزب الشيوعي الألماني (1970–1989)، والحزب اليساريشارك في الانتخابات الرئاسية الألمانية 2012، والانتخابات الرئاسية الألمانية 2010.

## مناصب
تولى منصب عضو في البوندستاغ الألماني (منذ 22 أكتوبر 2013)، وعضو في البوندستاغ الألماني (27 أكتوبر 2009–22 أكتوبر 2013).